# Юла, Сулейман
Сулейма́н Юла́ (фр. Souleymane Youla; 29 ноября 1981, Конакри, Гвинея) — гвинейский футболист, игравший на позиции нападающего. В прошлом игрок сборной Гвинеи.

## Карьера

### Клубная
Начинал играть в клубах высших лиг Гвинеи и Кот-д’Ивуара.
В 1999 году подписал контракт с бельгийским клубом «Локерен». После удачно проведённого сезона 1999/2000 перешёл в один из лучших бельгийских клубов — «Андерлехт», в котором провёл один сезон. В составе «Андерлехт» выиграл чемпионат Бельгии 2000/01. Играл в Лиге чемпионов (4 игры, 1 гол).
В 2001 году был продан в клуб турецкой Суперлиги «Генчлербирлиги», за который затем провёл 4 сезона, играл в Кубке УЕФА. В 2003 и 2004 годах становился финалистом Кубка Турции.
В 2005 году перешёл в «Бешикташ». В январе 2006 года был отдан в аренду французскому клубу «Мец».
В мае 2006 за 1,6 млн евро был куплен приобретен «Лиллем». Провёл в его составе два сезона, преимущественно выходя на замену.
Сезон 2008/09 был арендован клубом «Эскишехирспор». По итогам сезона, с 13 забитыми мячами, вошёл в десятку бомбардиров турецкой Суперлиги. Клуб финишировал 11-м. В июле 2009 года был приобретен «Эскишехирспором» за 750 тысяч евро.
В январе 2010 за 100 тысяч евро был продан в клуб «Денизлиспор», который боролся за место в Суперлиге. Юла клубу помочь не смог. Заняв 17-е место, клуб вылетел в первую лигу.

### В сборной
За сборную Гвинеи выступает с 2000 года. Дважды доходил в её составе до 1/4 финала Кубка африканских наций — в 2004 и 2008 годах.

## Достижения
- Чемпион Бельгии: 2000/01 («Андерлехт»)
- Суперкубок Бельгии: 2000 («Андерлехт»)
- 3-е место в чемпионате Турции: 2002/03 («Генчлербирлиги»)